# Vilhelm Schøler
Hans Vilhelm Riber Schøler (18. august 1811 i Hammel – 29. marts 1875) var en dansk præst og politiker, bror til P.C. og Laurids Schøler.
Han var søn af skolelærer Nicolai Pedersen Schøler (1772-) og Margrethe f. Sommer (1774-). Vilhelm Schøler blev student fra Aarhus Katedralskole 1831 og tog teologisk embedseksamen 1839. Han var medstifter af Studentersamfundet 1840. Efter at have rejst udenlands 1840-1842 blev han 1843 sognepræst i Vodder i Haderslev Vesteramt, hvor han 1844 blev medbestyrer af Rødding Højskole. 1846 forflyttedes han til Staby og Madum i Ringkjøbing Amt, 1857 blev han residerende kapellan ved Vor Frelsers Kirke på Christianshavn og 1862 sognepræst for Vester og Øster Hassing i Aalborg Stift.
Han valgtes til folketingsmand for Ringkøbing Amts 1. kreds 1849 og 1852 samt efter opløsningerne 1853 og 1854; men året efter nedlagde han sit mandat. 1861 stillede han sig uden held i Lyngbykredsen mod Wilhelm von Rosen. 1864 valgtes han i Nørresundby til Rigsrådets Folketing. Han døde 29. marts 1875.
Han ægtede 1843 Johanne Marie Ammitzbøll (1814-1864), datter af godsejer Ivar Ammitzbøll, og efter hendes død 1865 Amalie Elisabeth Norden Sølling (9. december 1842 - 12. november 1896), datter af justitsråd, toldkontrollør Erik Norden Sølling.